# 夜のピエロ
「夜のピエロ」（よるのピエロ、英語: night of the clown）は、Adoの楽曲。作詞・作曲はbiz。5作目の配信限定シングルとして2021年6月14日にVirgin Musicからリリースされた。
2021年の毎日放送（MBSテレビ）のドラマ『初情事まで1時間』のOP主題歌。

## 背景
2021年6月9日、本楽曲のミュージックビデオのティザー映像が公開されたと同時に、楽曲のリリースが告知された。前作『踊』に続くリリースである。作詞作曲および編曲はボカロPのbizが担当した。ジャケットはイラストレーターやデザイナー、映像クリエイターとして活動するケイゴイノウエが手掛けており、MVのイラストも担当している。映像制作は神宮司が手掛けた。リリース日の6月14日には、楽曲が毎日放送（MBSテレビ）で2021年7月23日（22日深夜）から放送されるドラマ特区『初情事まで1時間』のOP主題歌に決定したことが発表された。

## チャート成績
楽曲は、2021年6月23日公開（集計期間：2021年6月14日～6月20日）のBillboard JAPANダウンロード・ソング・チャート“Download Songs”で15,626DLを売り上げて、2位に初登場した。またDLに加え、動画再生回数（5位）、Twitter（13位）が牽引して、“JAPAN HOT 100”では13位にデビューした。

## 夜のピエロ (TeddyLoid Remix)
「夜のピエロ (TeddyLoid Remix)」（よるのぴえろ テディロイド リミックス）は、「踊」を手掛けたTeddyLoidによる「夜のピエロ」のリミックス。2021年7月29日に配信された。リリースと同時に「ネオ渋谷」を舞台にしたミュージックビデオも公開された。「夜のピエロ」MVのイラストを手掛けたケイゴイノウエに加え、新しくイラストレーターのメレ、KICO、リチャード君、たいやき、そしてAdoのイメージディレクターを務めるORIHARAといった6人のクリエイターが参画している。